# Nabokiv, Horodîșce
Nabokiv (în ucraineană Набоків) este un sat în orașul raional Horodîșce din regiunea Cerkasî, Ucraina.

## Demografie
Componența lingvistică a localității Nabokiv
     Ucraineană (98,48%)
     Rusă (1,3%)
     Alte limbi (0,22%)
Conform recensământului din 2001, majoritatea populației localității Nabokiv era vorbitoare de ucraineană (98,48%), existând în minoritate și vorbitori de rusă (1,3%).